# Josep Sorribes i Ruiz del Castillo
Josep Sorribes i Ruiz del Castillo   (Balaguer, 21 d'octubre de 1838 - Chambèri, 11 de setembre de 1906) fou un sacerdot i compositor català.
Seguí la carrera eclesiàstica a Madrid i a El Escorial rebent els graus de batxiller, llicenciat i doctor en dret canònic. A més, cultivà la música i la literatura, publicant una Missa de Rèquiem, un Miserere, un Stabat Mater, que assoliren gran difusió. I junt amb el poeta mossèn Cinto, que hi posà la lletra, Sorribes musicà l'Himne al Sant Crist de Balaguer. Malgrat tot, la seva dèria foren les lluites periodístiques, en defensa dels carlins va sostenir polèmiques a El Siglo Futuro i El Correo Catalán de Barcelona, on va fer famós el seu pseudònim El Ermitaño.
Acabà els seus estudis a El Escorial, on fou professor de música i capellà reial, fins al 1868. També es dedicà a l'oratòria sagrada. Va ser un dels predicadors més famosos de la seva època a la cort.
Destronada Isabel II, emigrà a França, on afavorí la causa de Carles de Borbó, sobre tot en la premsa francesa. El 1876 retorna a Espanya, actuant sempre en el partit tradicionalista. El 1890 tornà a Françà com a capellà d'honor d'una noble família francesa. Va morir al castell d'aquesta família el 1907.

## Obra
Es conserven obres seves en diferents fons musicals. De la seva obra es conserven les peces següents:
- Motet Beata Mater en Fa major (principis segle XX)
- Cantic per a 3 veus i orgue en Do major (finals del segle XIX - principis del segle XX)
- Motet per a 2 veus i acompanyament en Fa major (darrer quart del segle XIX)
- Rosari i Trosagi per a 3 veus i orgue en Sol major (darrer quart del segle XIX)
- Rosari per a 3 veus i orgue en Sol major (darrer quart del segle XIX)